# Tutti

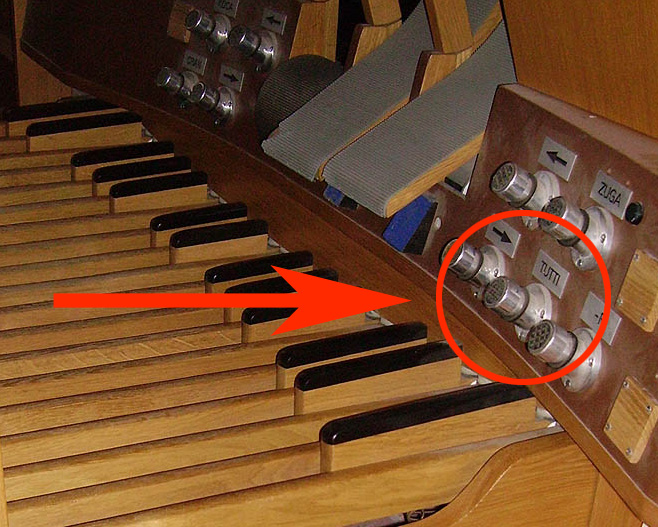
A tutti gomb egy orgona pedáljai mellett.

A tutti (olasz mindenki) egy zenei szakszó, általában partitúrában vagy a szólista kottájában található meg.
Partitúra esetén a jelentése az, hogy egy bizonyos futamot a zenekar egészének együtt kell játszania, a szólista-kotta esetén pedig azt a helyet jelöli, ahol a szólista együtt játszik a zenekarral. Sok szólista ilyenkor nem is játszik. (Ez az írásmód egészen Mozartig tartott, utána már egyszerűen szünetet írtak be a tutti helyre).
Ezenkívül tuttinak hívjuk a concerto grossokban a zenekart is.
Az orgona esetén ez egy regisztrálási mód, ilyenkor hangszertől függően az összes vagy csaknem összes regiszter használata szükséges. Sok orgonán egy külön gomb is található erre a célra. Egyes hangszereken a tutti összeállítása is szabályozható.